# تاپ شاپ
تاپ شاپ (انگلیسی: Topshop) شرکت خرده‌فروشی پوشاک بریتانیایی است، که در سال ۱۹۶۴ تأسیس شد.